# Stapleford
Stapleford este un oraș în comitatul Nottinghamshire, regiunea East Midlands, Anglia. Orașul se află în districtul Broxtowe. 